# Philip Wiegratz
Philip Wiegratz (* 17. Februar 1993 in Magdeburg) ist ein deutscher Schauspieler.

## Leben und Wirken
Philip Wiegratz wurde durch seine Rolle in der Hollywood-Kinderbuchverfilmung Charlie und die Schokoladenfabrik von Tim Burton bekannt, in der er den gierigen Augustus Glupsch darstellt.
In einer Folge der Fernsehserie Berndivent spielte Wiegratz 2006 die Rolle des Frank Stein Jr. Im ersten Teil des Mehrteilers Die Wölfe spielte er eine der Hauptrollen. Bei der Verleihung des Deutschen Fernsehpreises 2009 wurde er – gemeinsam mit fünf anderen Nachwuchsdarstellern – dafür mit dem mit 15.000 Euro dotierten Förderpreis ausgezeichnet. Seine bisher letzten Filmrollen übernahm Wiegratz im Jahr 2013.
Philip Wiegratz war Schüler des Wolmirstedter Gymnasiums. Im Schuljahr 2009/2010 besuchte er ein College in Seattle in den Vereinigten Staaten.

## Filmografie
- 2005: Charlie und die Schokoladenfabrik (Charlie and the Chocolate Factory)
- 2005: Es ist ein Elch entsprungen
- 2006: Die Wilden Hühner
- 2006: Berndivent: Kasten
- 2007: Die Wilden Hühner und die Liebe
- 2008: Ki.Ka-Krimi.de: Chatgeflüster
- 2009: Die Wölfe: Nichts kann uns trennen
- 2009: Die Wilden Hühner und das Leben
- 2010–2011: Der Schlunz – Die Serie (Fernsehserie, 2 Folgen)
- 2012: Lore
- 2013: Rubinrot
- 2013: Mein Sommer '88 – Wie die Stars die DDR rockten

## Auszeichnungen
- 2009: Deutscher Fernsehpreis: Förderpreis für Die Wölfe